# Paul von Hindenburg
Paul Ludwig Hans Anton von Beneckendorff und von Hindenburg (2. oktober 1847–2. august 1934) var tysk hærfører under 1. verdenskrig og senere tysk rigspræsident til sin død i 1934.

## Baggrund og tidligt virke
Han blev født i Posen som søn af den uradelige preussiske officer og godsejer Robert von Beneckendorff und von Hindenburg og hans kone, lægedatteren Luise f. Schwickart.
Efter uddannelse ved kadetskolerne i Legnickie i Polen og i Berlin blev Hindenburg officer i den preussiske hær. Han blev kadet i 1859 og løjtnant i 1866. Som ung løjtnant kæmpede han i slaget ved Königgrätz i 1866 og deltog i den fransk-preussiske krig 1870-1871. I 1893 blev han regimentschef, 1896 stabschef ved VIII Armekorps, i 1897 generalmajor, 1900 generalløjtnant og chef for den 28. infanteridivision i Karlsruhe, i 1903 blev han general og chef for 4. armékorps i Magdeburg og i 1905 general i infanteriet.

## 1. verdenskrig
Han pensionerede sig fra hæren i 1911, men returnerede til aktiv tjeneste ved udbruddet af 1. verdenskrig i august 1914. Der fulgte han Max von Prittwitz som chef for dem 8. armé, som kæmpede i Østpreussen. Som svar på telegrammet fra generalstaben om han ville genindtræde i tjeneste, sendte han bare ordene "Bin bereit" ("Er beredt") til stabschef fik han Erich Ludendorff.
Han ankom tidsnok til den 8. armé til at føre den til sejr i Slaget ved Tannenberg og senere i Slaget ved de masuriske søer den 14. september 1914. Megen af æren for disse sejre tilskrives oberst Max Hoffmann, som indså vigtigheden af et sammenbrud i sikkerheden af den russiske hærs radiokommunikationer. Nok information blev sendt åbent (fordi den kryptografiske planlægning ikke overlevede kontakten med fjenden) til, at den tyske hær i området under Ludendorff og Hindenburg vidste, hvor russerne ville være og når.
Men det var Hindenburg, som blev nationalhelt og den 27. august blev udnævnt til generaloberst. Og den 1. november til øverstkommanderende over samtlige styrker på Østfronten, og den 27. november 1914 til feltmarskal. Ludendorff fik han med sig som stabschef. De dannede et virksomt par under krigen, hvor Ludendorff stod for ideerne og Hindenburg for roen og ansvaret.
Efter at have tilføjet russerne yderligere alvorlige nederlag ved det vinterslaget i Masurene i februar 1915 og gennembruddet ved Gorlice-Tarnów i maj 1915, ivrede Hindenburg for en mere energisk krigsføring mod russerne, men blev modarbejdet af generalstabschef Erich von Falkenhayn. Da sidstnævnte efter Verdunoffensivens mislykkedes og Rumænien erklærede krig gik af som generalstabschef og chef for Oberste Heeresleitung, blev Hindenburg den 29. august 1916 udnævnt til hans efterfølger med Ludendorff som første generalkvartermester.
I krigens sidste år styrede han Tyskland mere eller mindre enevældigt sammen med sin næstkommanderende Erich Ludendorff. Det lykkedes dem at slutte separatfred med både Rusland og Rumænien. Hindenburg blev imidlertid domineret af Ludendorffs tanker, blandt andet af hans ekstreme politiske tanker og af den usandsynlige tanke, at en total tysk sejr var mulig.
Ved denne forkortelse af fronten i marts 1917 kom den store franske offensiv under Robert Georges Nivelle stort set som et et slag i luften, og Hindenburg formåede ved den energiske "Hindenburgprogram" i hjemlandet at forøge krigsproduktionen og få indført almindelig værnepligt. Alt dette for at sikre den endelige offensiv og den totale sejr.
Den 21. marts 1918 begyndte offensiven, men trods stor fremgang i begyndelsen nåede den ikke sine mål. Den 29. september 1918 krævede Hindenburg af regeringen, at der blev indledt våbenhvileforhandlinger. Efter at våbenhvilen blev undertegnet 11. november, forblev Hindenburg på sin post og gennemførte den tyske hærs transport hjem og dens demobilisering. Han nedlagde først sin kommando efter undertegnelsen af fredsaftalen i Versailles den 3. juli 1919. Derefter bosatte han sig i Hannover.
Hindenburg støttede efter krigen dolkestødslegenden, som var et af grundlagene for nationalsocialisterne i Tyskland, idet at han anførte, at hæren var blevet forrådt af socialdemokraterne i regeringen.

## Rigspræsident
Efter Versailles-freden pensionerede Hindenburg sig igen fra hæren og begyndte en politisk karriere.
Hindenburg fulgte Friedrich Ebert som præsident i Weimarrepublikken efter Eberts død i april 1925. Hindenburg var egentlig monarkist; inden han accepterede nomineringen til præsidentkandidat til valget i 1925, rejste han til Nederlandene for at få godkendelse fra den tidligere kejser Wilhelm II. Hindenburg tilhørte ikke noget parti, men må betragtes som uafhængig konservativ. Da han blev præsident, blev han støttet af de konservative og de nationalistiske kræfter i landet, som begge håbede, at Hindenburg ville gavne deres sag.
Men således gik det ikke. Til trods for at Hindenburg var antidemokrat, anså han sig bundet af den ed, han havde aflagt om at følge Weimarforfatningen. Han forsøgte imidlertid i stor grad på sin personlige måde at hævde sit embedes ret til medindflydelse. I forbindelse med folkeafstemningen om konfiskeringen af fyrsternes formuer i sommeren 1926, sendte Hindenburg en protest i et brev til Friedrich Wilhelm von Loebell. Det blev offentliggjort på Hindenburgs opfordring. Ved regeringskriserne spillede Hindenburg ofte en betydelig rolle ved at fremtvinge løsninger, som i det mindste for en tid løste kriserne. Det var blandt andet tilfældet ved tilkomsten af Wilhelm Marx' 4. regering ved årsskiftet 1926/27. Ved dannelsen af Hermann Müllers regering den 28. juni 1928 krævede Hindenburg at få ret til få egnethedsprøvet medlemmerne i regeringen. Samarbejdet med socialdemokraterne fungerede imidlertid opsigtsvækkende godt, og Hermann Müller var højt skattet af Hindenburg. Også Gustav Stresemanns politik fik hans støtte. Under indtryk fra den voksende nationalsocialistiske opposition fra efteråret 1930 tilrådede Hindenburg den hårdere kurs, som blev fulgt af Heinrich Brünings regering.
Trods sine 84 år og et dårligt helbred lod Hindenburg sig overtale til at søge genvalg i 1932. Han blev genvalgt i anden valgrunde.
Hindenburg blev genvalgt ved præsidentvalget i april 1932 med 53 % af stemmerne. Han var da væsentligt alderssvækket og havde hukommelsesproblemer. Han måtte overtales til at stille op, for han blev af mange anset som den eneste, der kunne besejre Hitler. Nu fik Hindenburg først og fremmest med sin støtte fra det politiske centrum og af socialdemokraterne, som så den pligtbevidste gamle officer som en garant for republikkens fortsatte liv mod de stadig stærkere partier på yderfløjene, nationalsocialisterne og kommunisterne.
Hindenburg krævede, at man i denne situation tilpassede politikken i en mere nationalistisk retning, hvilket Heinrich Brüning ikke mente at kunne acceptere, og han fratrådte. Han blev fulgt af Franz von Papen, som vurderede dette spørgsmål mere på linje med Hindenburg.
Efter flere sammenbrudte tyske regeringer udså Hindenburg sig meget tvivlende NSDAP-lederen Adolf Hitler til rigskansler i 1933, selv om han kort før havde sagt, at han aldrig ville gøre det. Efter rigsdagsbranden opløste Hindenburg Rigsdagen på Hitlers begæring. Den nyvalgte rigsdag gav Hitler ekstraordinær magt i pagt med den nye fuldmagtslov med støtte i artikel 48 i Weimarforfatningen.
Seniliteten gjorde sig efterhånden stærkere og stærkere gældende. Da Adolf Hitler besøgte ham kort tid før hans død, kunne han ikke genkende ham og troede, at han talte med kejseren og tiltalte rigskansleren Min Keiser.
Hindenburg forblev præsident frem til sin død den 2. august 1934 på sit gods Neudeck i Østpreussen to måneder før sin 87. fødselsdag. Da Paul von Hindenburg døde, afskaffede Hitler umiddelbart posten som rigspræsident og udråbte sig selv til Führer und Reichskanzler ("fører og rigskansler").
Fra 1934 til 1945 stod Hindenburgs kiste i Tannenbergmonumentet.
Den berømte zeppeliner Hindenburg, der blev ødelagt ved en brand, var navngivet til hans ære lige som Hindenburgdæmningen mellem Sild (Sylt) og fastlandet. Byen Zabrze i Schlesien bar navnet Hindenburg fra 1915-1945. Den kejserlige marines sidste større skib, slagkrydseren SMS Hindenburg, var opkaldt efter ham.

## Forfatterskab
- Generalfältmarskalk von Hindenburg: Ur mitt liv; Alb. Bonniers Boktryckeri Stockholm 1920 (bemyndigad översättning av major E. Brusewitz) (svensk)